# Ar Condicionado no 15
"Ar Condicionado no 15" é uma canção do cantor brasileiro Wesley Safadão. Foi lançada nas plataformas digitais no dia em 19 de maio de 2017 pela Som Livre, e depois como terceiro single do álbum WS In Miami Beach nas rádios em 25 de julho.
Foi certificado single de diamante duplo pelo Pro-Música Brasil.
A música já havia sido lançada anteriormente, em 31 de março, no EP Esquenta WS in Miami Beach, mas não como single.

## Videoclipe
O videoclipe oficial da música foi extraído do álbum de vídeo WS In Miami Beach e disponibilizado no canal do cantor no YouTube. Dirigido por Wesley Safadão e Fernando Trevisan Catatau, o lançamento foi feito em 19 de maio de 2017.
Anteriormente foi feito um clipe de estúdio da canção como esquenta para o álbum que seria gravado no mês seguinte. As filmagens foram feitas em seu WOS Studio e foi lançado em 31 de março.

## Paródias
A paródia mais famosa foi lançada em setembro de 2017 pelo canal Esporte Interativo. Com o título "CR7 e Trio MCN voando", faz referência a Cristiano Ronaldo, do Real Madrid, o trio Mbappé, Cavani e Neymar, do Paris Saint-Germain, e outros jogadores que disputaram a segunda rodada da Liga dos Campeões da UEFA 2017–2018.

## Apresentações ao vivo
A música entrou no repertório de shows do cantor em 28 de março de 2017, executada em Fortaleza antes de qualquer lançamento oficial. Apresentou a canção no programa Encontro com Fátima Bernardes em 23 de agosto e também no Show da Virada em 31 de dezembro de 2017 na Rede Globo.

## Coreografias
Foram criados vários vídeos no YouTube com coreografias para a música, mas o que mais se destacou foi feita pela Cia. Daniel Saboya.

## Faixas e formatos
"Ar Condicionado no 15" foi lançada como single em streaming e para download digital, contendo somente a faixa, com duração total de dois minutos e cinquenta segundos.
| Streaming e download digital |                         |                              |         |  |
| N.º                          | Título                  | Compositor(es)               | Duração |  |
| 1.                           | "Ar Condicionado no 15" | Renno Junior Gomes Vine Show | 2:50    |  |

## Desempenho comercial
Segundo a Billboard Brasil, foi a música mais tocada nas rádios do Brasil, sendo a primeira do cantor a alcançar o topo do ranking. O videoclipe ultrapassou as 100 milhões de visualizações em 30 de setembro de 2017. Atualmente está com mais de 250 milhões, sendo o mais visto do artista no YouTube. Foi a quarta canção mais escutada do Spotify, permanece entre as mais executadas na plataforma e é o maior êxito do cantor com mais de 70 milhões de plays. A música teve grande destaque na parada de singles digitais do iTunes, estando em décimo oitavo lugar em 30 de dezembro de 2017, ficando por mais de 100 dias no ranking. Conforme informado pela Connectmix, foi a música mais tocada nas rádios no mês de setembro de 2017.

## Desempenho nas tabelas musicais
| Tabela musical (2017)                                  | Melhor posição |
| ------------------------------------------------------ | -------------- |
| Brasil (Billboard Brasil Hot 100 Airplay)              | 1              |
| Brasil (Billboard Brasil Regional Fortaleza Hot Songs) | 1              |
| Brasil (Top 50 Streaming Mensal)                       | 7              |

| Tabela musical (2017)                     | Melhor posição |
| ----------------------------------------- | -------------- |
| Brasil (Billboard Brasil Hot 100 Airplay) | 9              |

| País (Provedor)            | Certificados |
| -------------------------- | ------------ |
| Brasil (Pro-Música Brasil) | 2× Diamante  |

## Histórico de lançamento
| Região | Data                | Formato(s)       | Gravadora |
| ------ | ------------------- | ---------------- | --------- |
| Brasil | 19 de maio de 2017  | Download digital | Som Livre |
| Brasil | 19 de maio de 2017  | Videoclipe       | Som Livre |
| Brasil | 25 de julho de 2017 | Airplay          | Som Livre |

## Créditos
Todos os dados abaixo foram retirados do site oficial do artista.
- Direção de vídeo: Wesley Safadão e Fernando Trevisan Catatau
- Produção musical: Wesley Safadão, Rod Bala e Jeimes Teixeira
- Composição: Renno, Junior Gomes e Vine Show

### Músicos participantes
- Rod Bala e Rafinha Batera: bateria
- João Paulo: teclados
- Jeimes Teixeira: violão
- Marcos Rodrigues: guitarra e violão
- Guilherme Santana: baixo
- Berg Félix: sanfona
- Everardo Messi: percussão
- Itaro Tito: trombone
- Hilton Lima: trompete
- Paulo Queiroz (Bob): saxofone
- Arantes Rodrigues e Lidiane Castro: vocais de apoio